# American Horror Stories
American Horror Stories è una serie televisiva statunitense di genere antologico, creata da Ryan Murphy e Brad Falchuk.
È uno spin-off di American Horror Story.

## Trama
La serie è costituita da storie horror auto conclusive ambientate nell'universo di American Horror Story.

## Episodi
| Stagione         | Episodi | Pubblicazione USA | Pubblicazione Italia |
| ---------------- | ------- | ----------------- | -------------------- |
| Prima stagione   | 7       | 2021              | 2021                 |
| Seconda stagione | 8       | 2022              | 2022                 |
| Terza stagione   | 9       | 2023-2024         | 2024                 |

## Personaggi e interpreti

### Prima stagione

#### Episodio 1-2:Rubber(wo)Man - Parte 1 & 2
- Michael Winslow, interpretato da Matt Bomer, doppiato da Marco Vivio.
- Troy Winslow, interpretato da Gavin Creel, doppiato da Alberto Bognanni.
- Scarlett Winslow, interpretata da Sierra McCormick, doppiata da Giorgia Locuratolo.
- Ruby McDaniel, interpretata da Kaia Gerber, doppiata da Chiara Oliviero.
- Maya, interpretata da Paris Jackson, doppiata da Lavinia Paladino.
- Shanti, interpretata da Belissa Escobedo, doppiata da Elena Perino.
- Andi Grant, interpretata da Merrin Dungey, doppiata da Patrizia Burul.
- Erin, interpretata da Selena Sloan, doppiata da Veronica Puccio.
- Rowena, interpretata da Ashley Martin Carter, doppiata da Giulia Tarquini.
- Nicole, interpretata da Valerie Loo, doppiata da Ludovica Bebi.
- Adam, interpretato da Aaron Tveit, doppiato da Riccardo Scarafoni.
- Gladys, interpretata da Celia Finkelstein.

#### Episodio 3:Drive in
- Chad, interpretato da Rhenzy Feliz, doppiato da Mirko Cannella.
- Kelley, interpretata da Madison Bailey, doppiata da Serena Sigismondo.
- Dee, interpretato da Ben J. Pierce, doppiato da Giulio Bartolomei.
- Rabid Ruth, interpretata da Naomi Grossman, doppiata da Tatiana Dessi.
- Milo, interpretato da Leonardo Cecchi, doppiato da Tommaso Di Giacomo.
- Quinn, interpretato da Kyle Red Silverstein, doppiato da Jacopo Castagna.
- Tipper Gore, interpretata da Amy Grabow.
- Verna, interpretata da Adrienne Barbeau.
- Larry Bitterman, interpretato da John Carroll Lynch, doppiato da Paolo Marchese.

#### Episodio 4:La lista dei cattivi
- Barry, interpretato da Kevin McHale, doppiato da Federico Campaiola.
- Zinn, interpretato da Nico Greetham, doppiato da Emanuele Ruzza.
- Wyatt, interpretato da Charles Melton, doppiato da Manuel Meli.
- James, interpretato da Dyllón Burnside, doppiato da Simone Crisari.
- Detective Gibbs, interpretata da Taneka Johnson, doppiata da Tatiana Dessi.
- Babbo Natale, interpretato da Danny Trejo, doppiato da Elio Zamuto.

#### Episodio 5:BA'AL
- Liv Whitley, interpretata da Billie Lourd, doppiata da Perla Liberatori.
- Matt Webb, interpretato da Ronen Rubinstein, doppiato da Edoardo Stoppacciaro.
- Bernadette, interpretata da Virginia Gardner, doppiata da Eleonora Reti.
- Dottoressa Berger, interpretata da Vanessa Williams.
- Dottor Mounds, interpretato da Michael B. Silver.
- Emma, interpretata da Kimberley Drummond, doppiata da Jessica Bologna.
- Rory, interpretato da Chad James Buchanan.
- Stan, interpretato da Jake Choi, doppiato Federico Viola.
- Norma, interpretata da Misha Gonz-Cirkl.

#### Episodio 6:Feroce
- Stan Vogel, interpretato da Cody Fern, doppiato da Alessandro Campaiola.
- Jay Gantz, interpretato da Aaron Tveit, doppiato da Emiliano Coltorti.
- Addy Gantz, interpretata da Tiffany Dupont, doppiata da Chiara Gioncardi.
- Bob Birch, interpretato da Blake Shields, doppiato da Dario Oppido.
- Jacob Gantz, interpretato da Colin Tandberg.

#### Episodio 7:Game Over
- Ben Harmon, interpretato da Dylan McDermott, doppiato da Massimo Rossi.
- Scarlett Winslow, interpretata da Sierra McCormick, doppiata da Giorgia Locuratolo.
- Ruby McDaniel, interpretata da Kaia Gerber, doppiata da Chiara Oliviero.
- Maya, interpretata da Paris Jackson, doppiata da Lavinia Paladino.
- Andi Grant, interpretata da Merrin Dungey, doppiata da Patrizia Burul.
- Michelle, interpretata da Mercedes Mason, doppiata da Barbara De Bortoli.
- Connie, interpretata da Noah Cyrus.
- Dylan, interpretato da Adam Hagenbuch, doppiato da Andrea Mete.
- Adelaide Langdon, interpretata da Jamie Brewer.
- Mark, interpretato da John Brotherton.
- Rory, interpretato da Nicolas Bechtel, doppiato da Federico Bebi.
- Tim, interpretato da Tom Lenk, doppiato da Corrado Conforti.
- Erin, interpretata da Selena Sloan, doppiata da Veronica Puccio.
- Rowena, interpretata da Ashley Martin Carter, doppiata da Giulia Tarquini.
- Nicole, interpretata da Valerie Loo, doppiata da Ludovica Bebi.

### Seconda stagione

#### Episodio 1:La casa delle bambole
- Van Wirt, interpretato da Denis O'Hare, doppiato da Luca Dal Fabbro.
- Coby Dellum, interpretata da Kristine Froseth, doppiata da Giorgia Locuratolo.
- Otis Van Wirt, interpretato da Houston Jax Towe, doppiato da Gabriele Piancatelli.
- Aurelia, interpretata da Abby Corrigan, doppiata da Valentina Stredini.
- Harlene, interpretata da Simone Recasner, doppiata da Annalisa Usai.
- Faye, interpretata da Maryssa Menendez, doppiata da Lavinia Paladino.
- Bonnie, interpretata da Emily Morales-Cabrera, doppiata da Ludovica Cuppari.

#### Episodio 2:Aura
- Jaslyn Taylor, interpretata da Gabourey Sidibe, doppiata da Erica Necci.
- Brice Taylor, interpretato da Max Greenfield, doppiato da Stefano Crescentini.
- Dayle Hendricks, interpretato da Joel Swetow, doppiato da Giorgio Locuratolo.
- Mary Jane Burkett, interpretata da Lily Rohren, doppiata da Jessica Bologna.
- Hwan, interpretato da Vince Yap, doppiato da Riccardo Scarafoni.

#### Episodio 3:Guida
- Marci, interpretata da Bella Thorne, doppiata da Joy Saltarelli.
- Paul Theodore Winowski, interpretato da Nico Greetham, doppiato da Francesco Falco.
- Chaz, interpretato da Anthony De La Torre, doppiato da Manuel Meli.
- Piper, interpretata da Billie Bodega, doppiata da Ludovica Bebi.
- Wyatt, interpretato da Austin Woods, doppiato da Riccardo Scarafoni.

#### Episodio 4:Mungitrici
- Thomas Browne, interpretato da Cody Fern, doppiato da Alessandro Campaiola.
- Celeste, interpretata da Julia Schlaepfer, doppiata da Jessica Bologna.
- Pastore Walter, interpretato da Seth Gabel, doppiato da Emiliano Coltorti.
- Delilah, interpretata da Addison Timlin, doppiata da Emanuela Damasio.
- Edward Browne, interpretato da Ian Sharkey, doppiato da Veronica Cuscusa.
- Daniel, interpretato da Cameron Lee Price.
- Abram, interpretato da Tyler Adkins.

#### Episodio 5:Bloody Mary
- Maria la Sanguinaria, interpretata da Dominique Jackson, doppiata da Cinzia De Carolis.
- Bianca, interpretata da Quvenzhané Wallis, doppiata da Chiara Fabiano.
- Elise, interpretata da Raven Scott, doppiata da Silvia Barone.
- Maggie, interpretata da Kyla Drew, doppiata da Roisin Nicosia.
- Lena Lawrence, interpretata da Kyanna Simone, doppiata da Tiziana Martello.
- Anna, interpretata da Ryan D. Madison, doppiata da Sara Labidi.
- Robin, interpretata da Marsha Henry, doppiata da Michela Alborghetti.
- Miss Brooks, interpretata da Tiffany Yvonne Cox.
- Margaret Worth, interpretata da Maggie Carney.
- David, interpretato da Troy Barnes.
- Candace, interpretata da Anecia Forbes.
- Kristen, interpretata da Angelique Ayoade.

#### Episodio 6:Un Nuovo Volto
- Virginia Mallow, interpretata da Judith Light, doppiata da Anna Rita Pasanisi.
- Dottoressa Enid Perle, interpretata da Rebecca Dayan, doppiata da Benedetta Degli Innocenti.
- Fay Mallow, interpretata da Britt Lower, doppiata da Elena Perino.
- Bernie, interpretato da Todd Waring, doppiato da Giorgio Locuratolo.
- Cassie Brooks, interpretata da Cornelia Guest, doppiata da Daniela Abbruzzese.
- Grady, interpretato da Carey Scott, doppiato da Daniele Valenti.

#### Episodio 7:Necrofilia
- Sam, interpretata da Madison Iseman (adulta) e Annara McCrumb Fuenger (giovane), doppiata da Veronica Puccio (adulta).
- Charlie, interpretato da Cameron Cowperthwaite, doppiato da Manuel Meli.
- Jesse, interpretato da Spencer Neville, doppiato da Davide Albano.
- Henderson, interpretato da Jeff Doucette, doppiato da Giorgio Locuratolo.
- Dani, interpretata da Sara Silva, doppiata da Giorgia Locuratolo.
- Poppy, interpretata da Jessika Van, doppiata da Emanuela Damasio.
- Jules, interpretata da Chelsea M. Davis, doppiata da Ludovica Bebi.
- Madre di Sam, interpretata da Nancy McCrumb.
- Padre di Sam, interpretato da Cameron Brexler, doppiato da Francesco Fabbri.

#### Episodio 8:Il Lago Maledetto
- Erin, interpretata da Alicia Silverstone, doppiata da Roberta Pellini.
- Finn, interpretata da Olivia Rouyre, doppiata da Giulia Tarquini.
- Jeffrey, interpretato da Teddy Sears, doppiato da Vittorio Guerrieri.
- Jake, interpretato da Bobby Hogan, doppiato da Cristian Vespe.
- Millie Boone, interpretata da Heather Wynters, doppiata da Cristina Dian.
- Sceriffo Maldack, interpretato da Jarrod Crawford, doppiato da Daniele Valenti.
- Wrede Prescott, interpretato da Todd Cattell.
- Maynard Boone, interpretato da Mike Owen.
- Hayley, interpretata da Heather van Zee.
- Noah, interpretato da Daniel Montilla.

### Terza stagione

#### Episodio 1:La Migliore Amica
- Bestie, interpretata da Jessica Barden, doppiata da Anna Cugini.
- Shelby Brubaker, interpretata da Emma Halleen, doppiata da Chiara Fabiano.
- Guy Brubaker, interpretato da Seth Gabel, doppiato da Andrea Lavagnino.
- Mr. Nevins, interpretato da Jeff Hiller, doppiato da Alberto Bognanni.
- Anna Rexhia, interpretato da Amrou Al-Kadhi, doppiato da Nanni Baldini.
- River, interpretato da Allius Barnes, doppiato da Cristian Vespe.

#### Episodio 2:Daphne
- Daphne, doppiata da Gwyneth Paltrow nella versione inglese, da Alessandra Chiari nella versione italiana.
- Will Caswell, interpretato da Reid Scott, doppiato da Giorgio Borghetti.
- Sarah Miller, interpretata  da Annie Hamilton, doppiata da Giorgia Locuratolo.
- Tom Levitt, interpretato da Christopher Fitzgerald, doppiato da Gianluca Cortesi.
- Detective, interpretato da Maury Ginsberg, doppiato da Fabrizio Russotto.

#### Episodio 3:Verme solitario
- Sheila Klein, interpretata da Lisa Rinna, doppiata da Maura Cenciarelli.
- Vivian Lee Finch, interpretata da Laura Kariuki, doppiata da Ludovica Bebi.
- Thaddeus Lau, interpretato da Rob Yang, doppiato da Gabriele Vender.
- Heather Billings, interpretata da Hazel Graye, doppiata da Giulia Tarquini.

#### Episodio 4:Un nuovo organo
- Toby Arcaño, interpretato da Raúl Castillo, doppiato da Riccardo Scarafoni.
- Natessa, interpretata da Emily Browning, doppiata da Eleonora Reti.
- Sasha, interpretata da Havana Rose Liu, doppiata da Antilena Nicolizas.
- Wyatt, interpretato da Cameron Cowperthwaite, doppiato da Manuel Meli.
- Detective Markham, interpretata da Susan Pourfar, doppiata da Michela Alborghetti.
- Detective Grant, interpretato da Jeff Adler.
- Dr. Son, interpretato da Drew Moore, doppiato da Giorgio Locuratolo.
- Banditore d'asta, interpretato da Patrick Breen, doppiato da Ezio Conenna.
- Dr. Krystal, interpretata da Maria Tucci, doppiata da Daniela Debolini.
- Lee, interpretata da Laila Robins, doppiata da Daniela Abbruzzese.

#### Episodio 5:Retrobottega
- Daniel, interpretato da Michael Imperioli, doppiato da Francesco Prando.
- Eli, interpretato da Matthew Maher, doppiato da Riccardo Scarafoni.
- Aaron, interpretato da David Pittu, doppiato da Mauro Gravina.
- Riva, interpretata da Natalie Gold, doppiata da Valentina Mari.

#### Episodio 6:Clone
- David Woodrow Randolph, interpretato da Victor Garber, doppiato da Luca Biagini.
- John Hunter, interpretato da Guy Burnet, doppiato da Giorgio Borghetti.
- Jordan, interpretato da Casey Thomas Brown, doppiato da Lorenzo Crisci.
- Anka Kieslowski, interpretata da Dagmara Domińczyk, doppiata da Sabrina Duranti.
- Dr. Ziegler, interpretato da David Deblinger, doppiato da Antonio Luzzi.

#### Episodio 7:X
- Claire Michaels, interpretata da Mia Isaac, doppiata da Jennifer Armani.
- Malcolm, interpretato da Dyllón Burnside, doppiato da Simone Crisari.
- Lilly Mulling, interpretata da Jennifer Ferrin, doppiata da Chiara Colizzi.
- Anna Henley, interpretata da Kate Eastman.
- Dr. Eric Nostrum, interpretato da Henry Winkler, doppiato da Nicole Polizzi.

#### Episodio 8:Leprecauno
- Hailey Doherty, interpretata da Jessica Barden, doppiata da Sara Labidi.
- Colin, interpretato da Henry Eikenberry, doppiato da Mirko Cannella.
- Liam, interpretato da Hudson Oz, doppiato da Marco Vivio.
- Declan O'Shaunessy, interpretato da Daniel Zolghadri, doppiato da Emiliano Ragno.
- Finn, interpretato da Angel Bismark, doppiato da Alessandro Campaiola.
- Rory O'Grady, interpretato da Billy Carter, doppiato da Antonino Jonathan Luzzi.
- Martin, interpretato da Michael Cyril Creighton.
- Nonna, interpretata da June Squibb, doppiata da Maria Doriana Chierici Casadidio.

#### Episodio 9:La cosa sotto il letto
- Jillian Fletcher, interpretata da Debby Ryan, doppiata da Joy Saltarelli.
- Megan, interpretata da Melanie Field, doppiata da Domitilla D'Amico.
- Niles Taylor, interpretato da Jeff Hiller, doppiato da Edoardo Stoppacciaro.
- Mary Gentile, interpretata da Melonie Diaz, doppiata da Flavia Altomonte.
- Detective Watts, interpretato da Matthew Del Negro, doppiato da Andrea Lavagnino.
- Earl Gentile, interpretato da Frank Pando, doppiato da Carlo Petruccetti.
- Mark, interpretato da Matthew Holcomb, doppiato da Federico Talocci.

## Produzione
L'11 maggio 2020, Ryan Murphy ha dichiarato che il secondo spin-off della serie madre avrebbe avuto il titolo di American Horror Stories e che era in fase di sviluppo. La struttura è sempre antologica, ma stavolta non ci sarà un cambio di cast in ogni stagione, ma episodio per episodio, e la prima stagione è composta da sette episodi.
Il 13 agosto 2021, la serie è stata rinnovata per una seconda stagione, composta da otto episodi.
È stata rinnovata poi anche per una terza stagione composta da due parti (la prima di 4 episodi, la seconda di 5) distribuite a distanza di un anno l'una dall'altra.

## Distribuzione
Il 12 novembre 2020, è stato pubblicato da Ryan Murphy sul proprio account Instagram, il primo poster ufficiale: inoltre viene confermato che molti attori della serie originale avrebbero aderito a diversi episodi del nuovo progetto.
Il 23 giugno 2021, su FX vengono distribuite altre due locandine e il primo teaser, nel quale appare la figura della Rubber Woman. Il trailer, invece, verrà reso disponibile dall'8 luglio. I primi due episodi della serie sono stati pubblicati il 15 luglio 2021 sulla piattaforma Hulu, mentre gli altri episodi sono stati resi disponibili settimanalmente. In Italia è stata pubblicata su Disney+ come Star Original dall'8 settembre 2021.
Il 21 giugno 2022, FX ha diffuso il primo poster promozionale per la seconda stagione. Mentre il 30 giugno viene pubblicato il primo teaser, che mostra delle bambole umanoidi, e il 13 luglio esce il primo trailer. La seconda stagione è stata distribuita da FX a partire dal 21 luglio 2022.